# 亢池四
牧夫座18是一顆位于牧夫座的恆星，中文名亢池四，約離地球85光年。其視星等為5.40，絕對星等為3.3。
牧夫座18是一顆光譜型為F5IV的白色次巨星，其光度及半徑分別為太陽的4和1.6倍。
牧夫座18被認爲屬於大熊座移動星群的外圍恆星之一。